# Guettarda
Guettarda é um género botânico pertencente à família Rubiaceae.

## Classificação do gênero
| Sistema | Classificação                     | Referência               |
| ------- | --------------------------------- | ------------------------ |
| Linné   | Classe Monoecia, ordem Heptandria | Species plantarum (1753) |

## Espécies
- - Guettarda abbottii Urb.
  - Guettarda aculeolata Urb.
  - Guettarda adulterina Urb. & Ekman
  - Guettarda amblyophylla Urb. & Ekman
  - Guettarda andamanica Goel & Mehrotra
  - Guettarda angelica Martius
  - Guettarda angustata Urb. & Ekman[2]
  - Guettarda apiculata Urb. & Ekman
  - Guettarda argentea Lam.
  - Guettarda aromatica Poepp.
  - Guettarda artensis Guillaumin
  - Guettarda baladensis Guillaumin
  - Guettarda baltenweckii Urb.
  - Guettarda baracoensis Bisse
  - Guettarda barahonensis Urb.
  - Guettarda blanchetiana Müll.Arg.
  - Guettarda brenesii Standl.
  - Guettarda brevinodis Urb.
  - Guettarda caatingae Suess.
  - Guettarda cahosiana Urb. & Ekman[3]
  - Guettarda calcicola Britton
  - Guettarda calyptrata A.Rich.
  - Guettarda camagueyensis Britton
  - Guettarda clarensis Britton
  - Guettarda coatzacoalcensis Ramos & Borhidi
  - Guettarda cobrensis Standl.
  - Guettarda colubrinoides Standl.
  - Guettarda comata Standley
  - Guettarda combsii Urb.
  - Guettarda comosa Müll.Arg.
  - Guettarda cordata Kunth
  - Guettarda coxiana Britton
  - Guettarda crassipes Britton
  - Guettarda crenulata Urb. & Ekman
  - Guettarda cueroensis Britton
  - Guettarda davidseorum Lorence
  - Guettarda dealbata M.Martens & Galeotti
  - Guettarda deamii Standl.
  - Guettarda dictyophylla Urb.
  - Guettarda divaricata (Humb. & Bonpl. ex Schult.) Standl.
  - Guettarda duckei Standl.
  - Guettarda ekmanii Borhidi
  - Guettarda elegans Urb.
  - Guettarda elliptica Sprengel
  - Guettarda elongata Borhidi, K.Velasco & Vásq.-Mart.
  - Guettarda erosa Urb. & Ekman
  - Guettarda excisa Urb. & Ekman
  - Guettarda ferox Standl.
  - Guettarda ferruginea Griseb.
  - Guettarda filipes Standl.
  - Guettarda foliacea Standl.
  - Guettarda frangulifolia Urban
  - Guettarda frondosa Moritz ex Standl.
  - Guettarda fusca Pancher ex Baill.
  - Guettarda gaumeri Standl.
  - Guettarda grazielae M.R.Barbosa
  - Guettarda guerrerensis Borhidi
  - Guettarda hermosa Blanco
  - Guettarda heterosepala Guillaumin
  - Guettarda hoffmannseggii Müll.Arg.
  - Guettarda humboldtensis Guillaumin
  - Guettarda hypoglauca Standl.
  - Guettarda inaequipes Urb.
  - Guettarda insularis Brandegee
  - Guettarda krugii Urban
  - Guettarda lacornea Urb. & Ekman
  - Guettarda lamprophylla Urb.
  - Guettarda lanuginosa Urb. & Britton
  - Guettarda leai Ridl.
  - Guettarda leonis Alain
  - Guettarda lindeniana A.Rich.
  - Guettarda longiflora Grisebach
  - Guettarda macrantha Benth.
  - Guettarda macrosperma Donn.Sm.
  - Guettarda malacophylla Standl.
  - Guettarda mattogrossensis S.Moore
  - Guettarda membranacea Sw.
  - Guettarda mephitica Guillaumin
  - Guettarda mollis DC.
  - Guettarda monocarpa Urb.
  - Guettarda multinervis Urb.
  - Guettarda munizii Borhidi
  - Guettarda nannocarpa Urb. & Ekman
  - Guettarda nashii Britton & Millsp.
  - Guettarda nervosa Urb. & Ekman
  - Guettarda ocoana Urb. & Ekman
  - Guettarda ocoteifolia Standl.
  - Guettarda odorata Lamarck
  - Guettarda organosia Urb.
  - Guettarda ovalifolia Urb.
  - Guettarda oxyphylla Urb.
  - Guettarda paludosa Müll.Arg.
  - Guettarda parallelineura Guillaumin
  - Guettarda pinariona Urb.
  - Guettarda platypoda DC.
  - Guettarda pohliana Müll.Arg. - "veludinho vermelho"
  - Guettarda polytheca Urb. & Ekman
  - Guettarda preneloupii Urb.
  - Guettarda psiloclada Urb.
  - Guettarda punctata Urb. & Ekman
  - Guettarda pungens Urb.
  - Guettarda quadrifida Borhidi & Reyes-García
  - Guettarda ramuliflora Beurl.
  - †Guettarda retusa C. Wright – extinta (1869)[4]
  - Guettarda rhabdocalyx Müll.Arg.
  - Guettarda rhamnifolia Standl.
  - Guettarda rigida A.Rich.
  - Guettarda roigiana Borhidi & O.Muñiz
  - Guettarda rotundifolia Urb.
  - Guettarda roupaliifolia Rusby
  - Guettarda rusbyi Standl.
  - Guettarda sageretioides Ant.Molina
  - Guettarda sanblasensis Dwyer
  - Guettarda saxicola Urb.
  - Guettarda scabra Lamarck
  - Guettarda sciaphila Urb.
  - Guettarda sericea Müll.Arg.
  - Guettarda shaferi Standl.
  - Guettarda sierrae P.A.González & J.L.Gómez
  - Guettarda sotonunezii Borhidi, E.Martínez & Ramos
  - Guettarda speciosa L.
  - Guettarda spinifera Urb.
  - Guettarda splendens Baill.
  - Guettarda spruceana Müll.Arg.
  - Guettarda stenophylla Urb.
  - Guettarda subcapitata C.M.Taylor
  - Guettarda tenuiramis Urb.
  - Guettarda tikalana Lundell
  - Guettarda tobagensis Urb.
  - Guettarda torbeciana Urb. & Ekman
  - Guettarda tortuensis Urb. & Ekman[5]
  - Guettarda trimera Guillaumin
  - Guettarda turpinii Urb.
  - Guettarda umbellata Spreng.
  - Guettarda undulata Griseb.
  - Guettarda urbanii Ekman
  - Guettarda uruguayensis Chamisso & Schlechtendal
  - Guettarda valenzuelana A.Rich.
  - Guettarda velutina Zahlbr.
  - Guettarda viburnoides Cham. & Schltdl.
  - Guettarda vieillardii Guillaumin
  - Guettarda vulpina Borhidi
  - Guettarda wagapensis Guillaumin
  - Guettarda wayaensis R.O.Gardner